# Горски сънливци
Горските сънливци (Dryomys) са род дребни бозайници от семейство Сънливцови (Gliridae). Включва три вида, разпространени в Европа и Близкия изток. Дължината на главата и тялото достига 140 mm, а на опашката, която е добре окосмена – 121 mm. На цвят са сивокафяви, по-светли по корема и опашката.

## Видове
- Dryomys laniger
- Dryomys niethammeri
- Dryomys nitedula – Горски сънливец